# Real Fábrica de Cristales de La Granja
La Real Fábrica de Vidrios y Cristales de La Granja es una fábrica de vidrio fundada en el siglo XVIII en San Ildefonso, cerca de Segovia, España. Se encuentra a 11 km al sureste de Segovia por la carretera CL-601.

## Historia
La Real Fábrica se construyó con la llegada de la dinastía de los Borbones a España en 1727, siendo rey de España Felipe V. En este año Buenaventura Sit y Carlos Sac, maestros vidrieros de la fábrica de Goyeneche, instalan, financiado por la corona, un pequeño horno de vidrios planos para abastecer al Palacio de La Granja de ventanas y espejos. Sit era un oficial que había trabajado en la fábrica de vidrios finos de Nuevo Baztán, cerrada debido a las dificultades para aprovisionarse de combustible. En 1737 se consiguen mejoras en la fabricación mediante la técnica del colado, que permitía obtener vidrios mayores que 3,5 x 2 m.
En 1746, el maestro francés Dionisio Sibert impulsa la fabricación de cristales labrados (o franceses), utilizando plomo en su composición y en 1750, el maestro alemán Juan Eder inicia la fabricación de vidrios entrefinos (o alemanes), utilizando vidrio de base potásica.

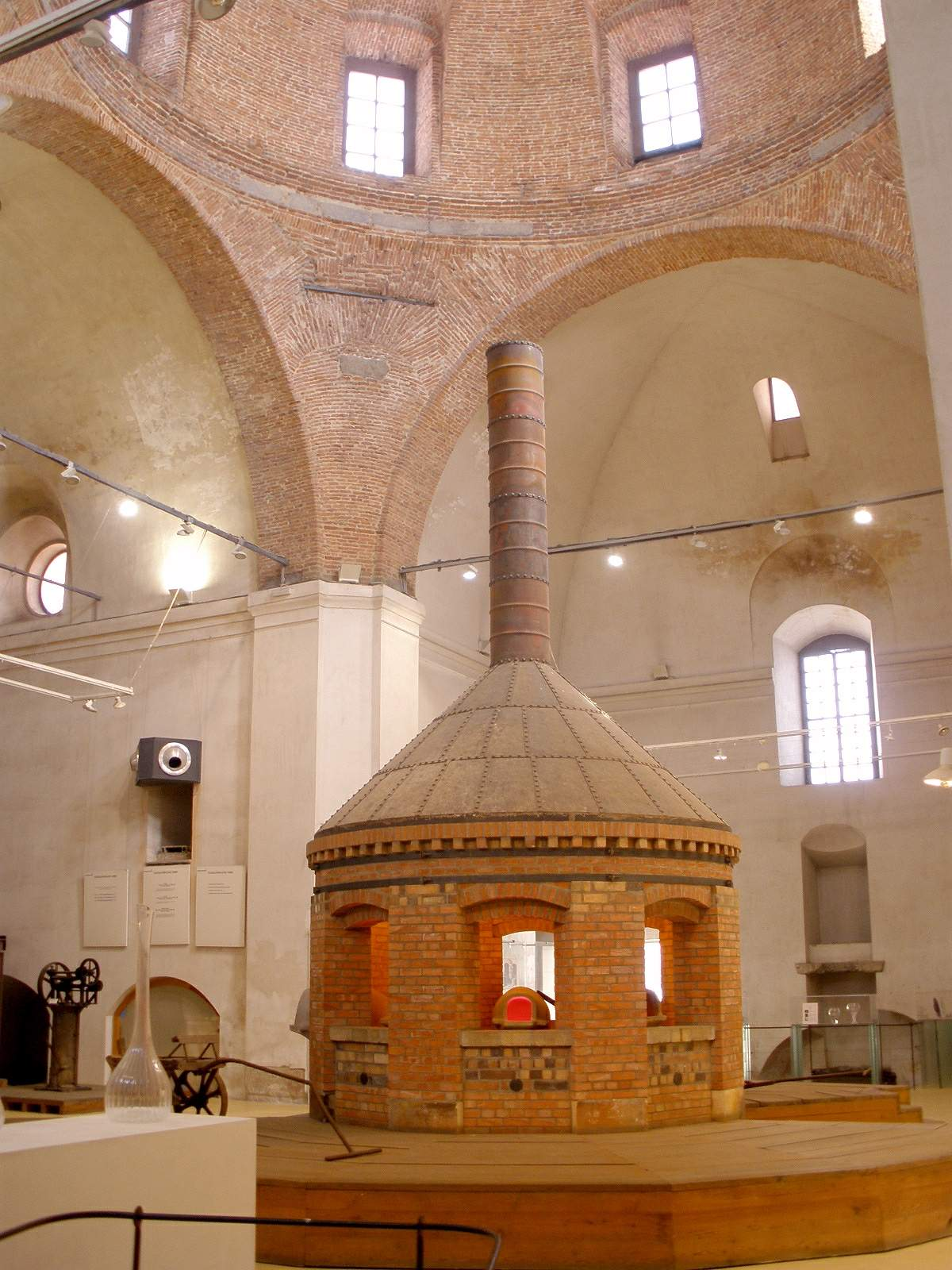
Aspecto del espacio central de la fábrica, cúpula y horno.

En 1836, la Hacienda Real se hizo cargo formalmente de las instalaciones, convirtiéndose en una nueva Fábrica Real que, a diferencia de otras reales fábricas, no consiguió autofinanciarse, dependiendo siempre de las aportaciones del erario.
La localización de la fábrica tuvo como elemento decisivo la abundancia de combustible disponible en la zona: los pinares de Valsaín y los robledales adyacentes. Para garantizar el suministro, la Corona impuso en 1761 a la comunidad de ciudad y tierra de Segovia la venta forzosa de dichos pinares y robledales. Las arenas y arcillas refractarias necesarias como materia prima y material de fabricación provenían de localizaciones próximas: Bernuy de Porreros, Brieva y La Lastrilla.

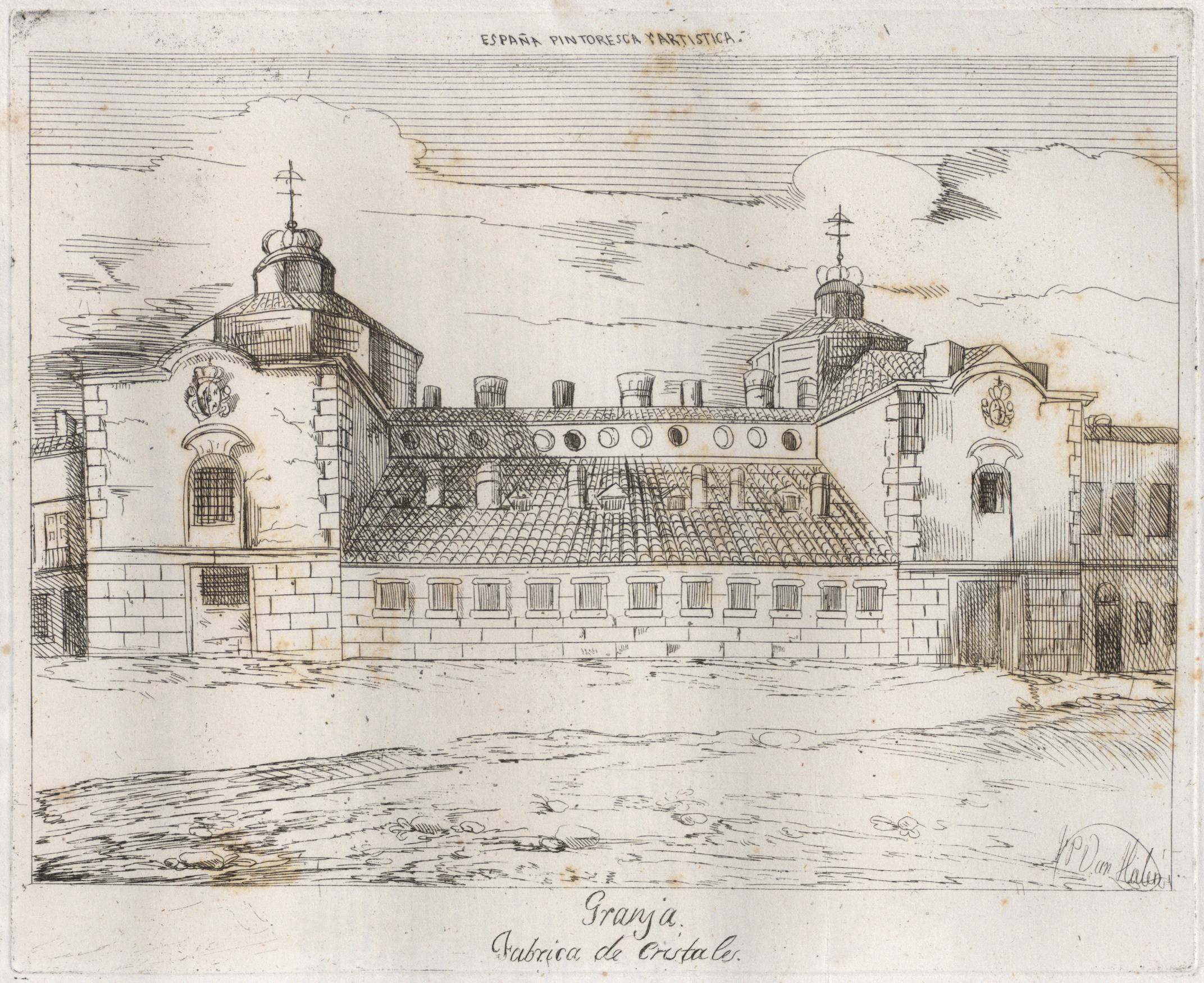
La fábrica a mediados del siglo por Francisco de Paula Van Halen.

La época de esplendor de la Real Fábrica fue la de los reinados de Carlos III y Carlos IV. Entre 1770 y 1772 se construyó el edificio que actualmente se conserva en San Ildefonso, destinado a fábrica de cristales planos. En esta época, la Real Fábrica disponía de privilegios reales que le otorgaban el monopolio de la venta de vidrios en Madrid y los reales sitios.
Sin embargo, desde el punto de vista financiero, la Real Fábrica vivió siempre de las asignaciones reales. Esto era así porque los precios de venta fueron fijados, por motivos políticos, por debajo del coste de fabricación.
Con la guerra de la Independencia la producción se detiene, y en 1815, Fernando VII decide de nuevo empezar con la producción de vidrio. No obstante, a la muerte del rey, y sin la ayuda económica de la corona, se paraliza la fabricación y los edificios se alquilan a particulares.
En 1911 se establece la Cooperativa Obrera Esperanza, que arrienda los edificios para empezar a fabricar de nuevo vidrio plano. En 1963 se dio por terminada definitivamente la fabricación de lana de vidrio en la Real Fábrica de Cristales de La Granja. El edificio quedó, pues, sin uso, y en total abandono hasta 1982, en que se constituye la Fundación Centro Nacional del Vidrio, que inicia su restauración y revitalización, recuperando la antigua imagen que ofrecía todo el conjunto, con la instalación del Museo Tecnológico del Vidrio, la Escuela del Vidrio y el Centro de Investigación y Documentación Histórica del Vidrio.

## Descripción

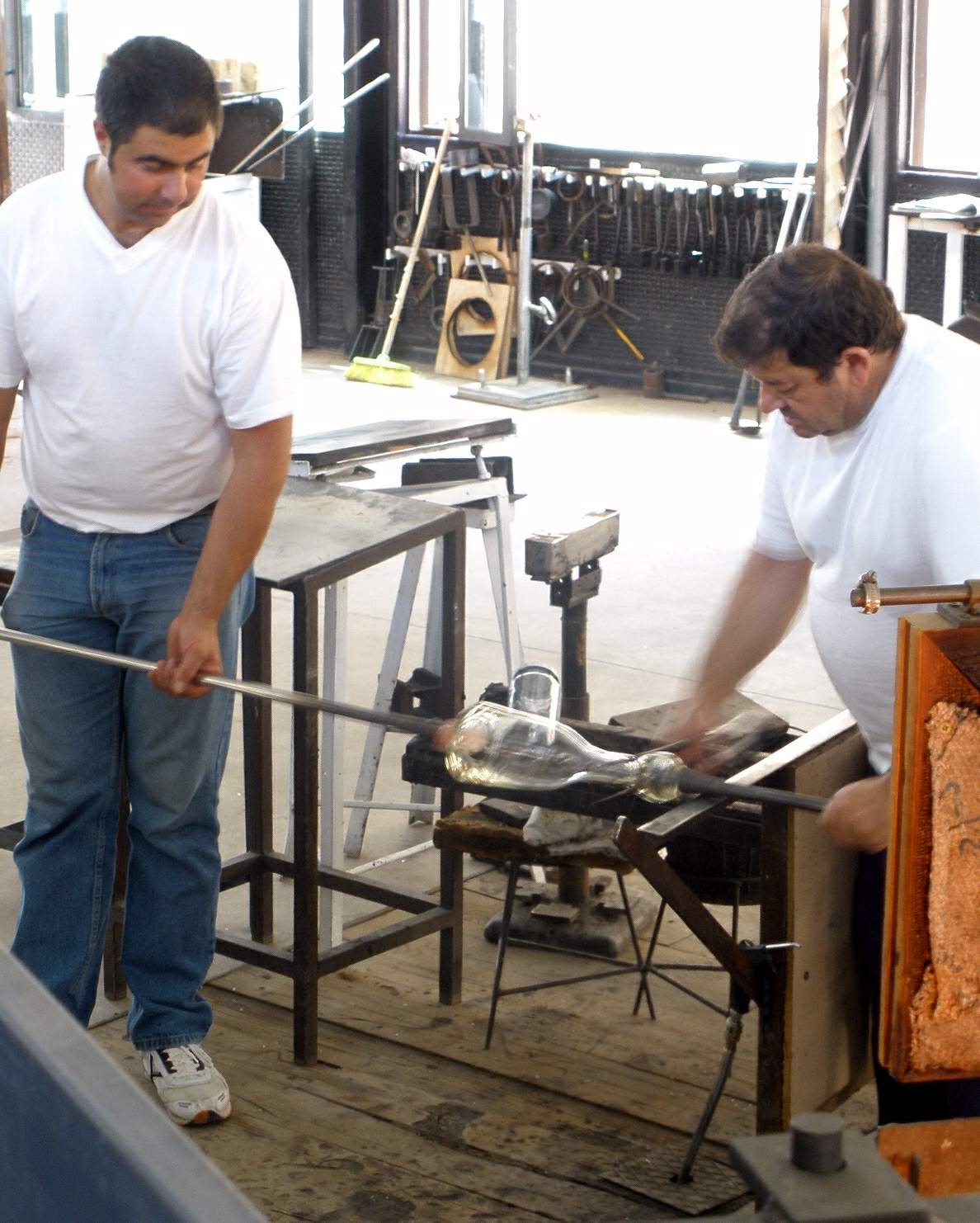
Demostración de fabricación de una botella en la Real Fábrica.

El edificio actual, uno de los mejores ejemplos de la arquitectura industrial europea del siglo XVIII, fue encargado por Carlos IV a José Díaz Gamones, Maestro aparejador real, y edificado entre 1770 y 1784. Se ubicó en las afueras del Real Sitio, previniendo el temor a que pudiera originarse algún incendio después de haber sufrido el anterior uno en 1770, que había destruido una parte importante de las instalaciones (principalmente en madera) de la fábrica de vidrio plano.
El conjunto, al contrario que el anterior, en extramuros para evitar nuevos incendios, fue construido con mampostería de granito para los muros y ladrillos para las bóvedas, forma una gran edificación rectangular de, aproximadamente, 178 x 132 metros, con un gran patio central. Es un edificio neoclásico, que forma un conjunto unitario donde se mezclaban las distintas actividades de la fabricación del vidrio, y las viviendas de los artesanos. 
La edificación principal, destinada en principio a la fabricación de vidrios planos, consta de nave central cubierta con bóveda de cañón y dos brazos a modo de crucero que cubre sus centros con cúpula sobre pechinas y bóvedas esquifadas en sus extremos. A ambos lados de la nave se sitúan las arcas de recocido separadas por gruesos muros a modo de contrafuertes. Por detrás discurre el pasillo de atizaderos, cubierto por bóveda de cañón, con respiraderos para la salida del humo. Por encima se sitúan los descansaderos, destinados al reposo de los trabajadores, y que recorren toda la nave, perforando los muros, que se convierten en arbotantes.

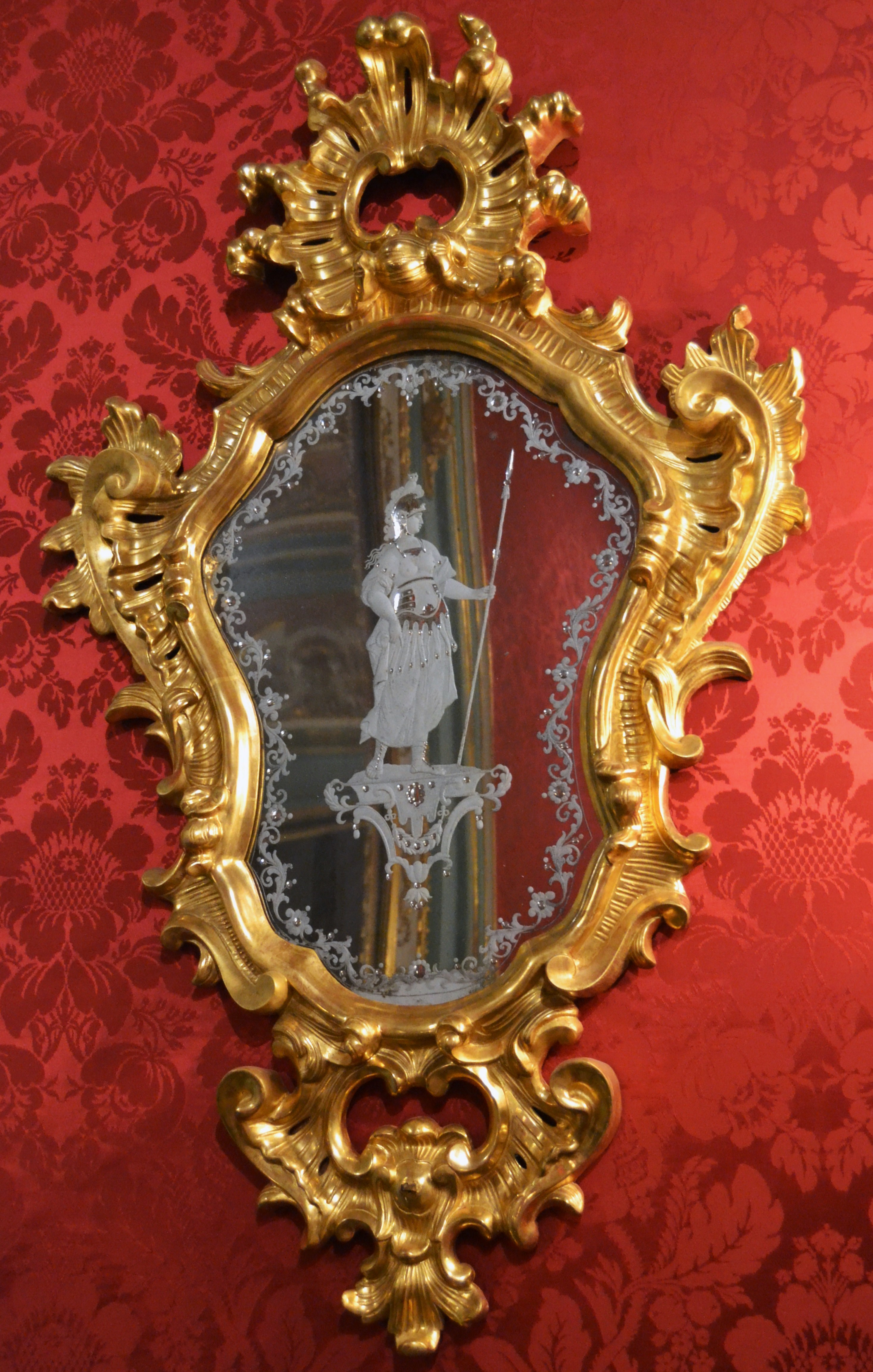
Cornucopia con espejo decorado, Fábrica de La Granja, siglo XVIII.

Al exterior destaca la fachada meridional, el tratamiento de la cúpula al exterior con cimborrios poligonales, las fachadas de los cruceros con frontones curvos cobijando el escudo real, la diferente altura entre la nave central y las laterales, y la distribución de los distintos elementos —ventanas, buhardillas, óculos, chimeneas— configuran un interesante juego de volúmenes. Esta fachada concentra los pocos elementos de decoración, en contraste con la sobriedad neoclásica de las fachadas este y oeste:
El ala oeste se construyó como nave de raspamiento y viviendas en la planta superior. Consta de tres crujías, en la central se situaban los molinos hidráulicos, fuerza motriz para las máquinas de raspamiento.
El ala este, atribuido a Juan de Villanueva, se organiza en dos plantas y cinco grandes bloques separados por callejones. Cada bloque está constituido por una serie de estancias en torno a un patio central porticado.
El almacén de maderas es una gran nave cubierta a dos aguas, con armadura que apoya en una línea central de pilares de granito.
Entre las naves de raspamiento, el ala este y la leñera quedaba un inmenso patio cuadrado donde en época de Carlos III se celebraban corridas de toros.
Los hornos de alabrado, formados por dos bloques laterales unidos por una nave; en el bloque oeste existen tres salas abovedadas que pudieron servir de fragua. 
Con el tiempo, el edificio fue objeto de numerosas reformas en su estructura y distribución, en buena parte como consecuencia de los cambios habidos en los sistemas de energía.
El Museo del Vidrio situado en Real Sitio de San Ildefonso ofrece en más de 16 000 m² diversas exposiciones que permiten contemplar piezas, lámparas, moldes y numeroso instrumental y maquinaria empleados en la industria vidriera, componiendo una gran muestra atractiva y didáctica de los fabricados del vidrio y de sus aspectos científicos y técnicos. 
El Museo se aloja en la antigua Real Fábrica de Cristales de La Granja, un enorme rectángulo que aloja en su interior un conjunto de edificaciones que suman en total cerca de 25 000 m² de superficie construida (parte de estos edificios alojan un Instituto de Educación Secundaria).